# Duschek Jakab
Duschek Jakab (Triesch, Morvaország, 1820 körül – ?) orvos
A pesti egyetemen tanult, ott avatták orvosdoktorrá 1846.-ban. Értékes tanulmányokat írt a Lőw Lipót által szerkesztett Ben Chananja című folyóirat 1858. és 1860. évfolyamaiba. Önállóan megjelent orvosi műve: Observationes geographiae-medicinae (Pertin, 1846). Nem orvosi jellegű munkája: Zur Botanik des Talmuds (Pertin, 1871).